# A Whiter Shade of Pale
"A Whiter Shade of Pale" là đĩa đơn đầu tiên của ban nhạc Rock người Anh Procol Harum, được phát hành 12 tháng 5 năm 1967. Phần nhạc do Gary Brooker và Matthew Fisher viết, phần lời được viết bởi Keith Reid.
Đĩa trở thành quán quân trong những dĩa đơn tại Anh vào ngày 8 tháng 6 năm 1967 trong 6 tuần liền. Nó cũng leo lên được hạng 5 bên Hoa Kỳ. Nó là một trong số khoảng gần 30 dĩa đơn mà đã bán được trên 10 triệu bản.
Vào năm, tờ Rolling Stone xếp "A Whiter Shade of Pale" vào hạng thứ 57 trong danh sách "500 bài nhạc vĩ đại nhất vào mọi thời đại". 
Vào năm 1977, bản này cùng với bản Bohemian Rhapsody của ban nhạc Queen được chọn làm những đĩa đơn nhạc Pop hay nhất từ năm 1952–1977 tại giải Brit. Vào năm 1998 bản này cũng được đưa vào Grammy Hall of Fame.